# 32911 Cervara
32911 Cervara è un asteroide della fascia principale. Scoperto nel 1994, presenta un'orbita caratterizzata da un semiasse maggiore pari a 2,2404733 UA e da un'eccentricità di 0,1762441, inclinata di 6,39349° rispetto all'eclittica.